# Hartley Shawcross
Hartley Shawcross, Barone Shawcross (Gießen, 4 febbraio 1902 – Cowbeech, 10 luglio 2003), è stato un magistrato e nobile britannico.

## Biografia
Nel 1939 divenne consigliere del re e successivamente presidente dell'Enemy Aliens Tribunal, il tribunale che perseguì, durante la seconda guerra mondiale, gli stranieri colpevoli di reati politici. Nel 1945 durante il governo laburista fu nominato procuratore generale ed in tale veste prese parte al processo di Norimberga. Toccò a Shawcross, come rappresentante del Regno Unito, presentare l'atto di accusa che fu talmente ampio da includere tutte le strutture della politica e dell'esercito tedeschi.